# Köping
Köping este un oraș în Suedia.

## Demografie
| \| Evoluția demografică a zonei urbane Köping, 1970–2015 \| Evoluția demografică a zonei urbane Köping, 1970–2015 \| Evoluția demografică a zonei urbane Köping, 1970–2015 \| Evoluția demografică a zonei urbane Köping, 1970–2015 \| Evoluția demografică a zonei urbane Köping, 1970–2015 \| \| --------------------------------------------------------------------------------------- \| ----------------------------------------------------- \| ----------------------------------------------------- \| ----------------------------------------------------- \| ----------------------------------------------------- \| \| An \| \| \| Locuitori \| \| \| 1970 \| 1970 \| \| 21.740 \| 21.740 \| \| 1975 \| 1975 \| \| 20.059 \| 20.059 \| \| 1980 \| 1980 \| \| 19.765 \| 19.765 \| \| 1990 \| 1990 \| \| 18.854 \| 18.854 \| \| 1995 \| 1995 \| \| 18.488 \| 18.488 \| \| 2000 \| 2000 \| \| 17.296 \| 17.296 \| \| 2005 \| 2005 \| \| 17.358 \| 17.358 \| \| 2010 \| 2010 \| \| 17.743 \| 17.743 \| \| 2015 \| 2015 \| \| 18.355 \| 18.355 \| \| Sursa: SCB - Statistika Centralbyrån, Folkmängden per tätort. Vart femte år 1960 - 2016 \| \| \| \| \| |      |  |           |        |
| Evoluția demografică a zonei urbane Köping, 1970–2015 |      |  |           |        |
| An |      |  | Locuitori |        |
| 1970 | 1970 |  | 21.740    | 21.740 |
| 1975 | 1975 |  | 20.059    | 20.059 |
| 1980 | 1980 |  | 19.765    | 19.765 |
| 1990 | 1990 |  | 18.854    | 18.854 |
| 1995 | 1995 |  | 18.488    | 18.488 |
| 2000 | 2000 |  | 17.296    | 17.296 |
| 2005 | 2005 |  | 17.358    | 17.358 |
| 2010 | 2010 |  | 17.743    | 17.743 |
| 2015 | 2015 |  | 18.355    | 18.355 |
| Sursa: SCB - Statistika Centralbyrån, Folkmängden per tätort. Vart femte år 1960 - 2016 |      |  |           |        |